# Berglauf-Weltmeisterschaften 2009
Die 25. Berglauf-Weltmeisterschaften (25th World Mountain Running Championships) fanden am 6. September 2009 in den italienischen Gemeinden Madesimo und Campodolcino statt. Sie bestand aus vier Wettkämpfen, die auf einem 4,3 km langen Rundkurs mit 275 Höhenmetern (HM) Differenz ausgetragen wurden. Die Männer absolvierten drei Runden (12,9 km, 825 HM), die Frauen und Junioren zwei (8,6 km, 550 HM) und die Juniorinnen eine. Für die Seniorenbewerbe waren Athleten zugelassen, die am 31. Dezember 2009 mindestens 18 Jahre alt waren, für die Juniorenbewerbe solche, die am 31. Dezember 2009 zwischen 16 und 19 Jahre alt waren.
Bei allen Bewerben gab es je eine Teamwertung, in der bei den Männern die Platzierungen der besten vier, bei den Frauen und Junioren die der besten drei und bei den Juniorinnen die der beiden besten Läufer jeder Nation addiert wurden.
Nach 24 Auflagen der World Mountain World Trophy war es das erste Mal, dass der von der World Mountain Running Association ausgerichtete Wettbewerb offiziell von der International Association of Athletics Federations (IAAF) als Weltmeisterschaften anerkannt wurde. Mit dem Ugander Geofrey Kusuro gab es den ersten afrikanischen Sieger in der Geschichte dieses Weltvergleichs.
Die Erstplatzierte Elisa Desco wurde positiv auf das Erythropoetin-Derivat CERA getestet. Nach einem anderthalbjährigen Verfahren wurde die Italienerin disqualifiziert und eine Sperre gegen sie verhängt. Die britische Mannschaft rückte aufgrund dieser Entscheidung auf den ersten Platz vor, während die italienische Mannschaft auf den Silberrang zurückfiel.

## Teilnehmende Nationen
Sportler aus folgenden 34 Ländern nahmen an den Weltmeisterschaften teil:
| - Armenien - Australien - Belgien - Bulgarien - Deutschland - Eritrea - Frankreich - Irland - Israel - Italien - Kanada - Kroatien - Nordmazedonien - Mexiko - Monaco - Neuseeland - Österreich | - Polen - Portugal - Ruanda - Rumänien - Russland - Schweiz - Serbien - Slowakei - Slowenien - Tschechien - Türkei - Uganda - Ukraine - Venezuela - Vereinigte Staaten - Vereinigtes Königreich - Belarus |

## Ergebnisse

### Männer

#### Einzelwertung
| Platz                                                        | Athlet                 | Zeit (min) |
| ------------------------------------------------------------ | ---------------------- | ---------- |
| 1                                                            | Geofrey Kusuro         | 54:51      |
| 2                                                            | Azerya Weldemariam     | 55:45      |
| 3                                                            | James Kibet            | 55:54      |
| 4                                                            | Bernard Dematteis      | 56:02      |
| 5                                                            | Zemichael Tesfamichael | 56:08      |
| 6                                                            | Debesay Tsige Behlbi   | 56:17      |
| 7                                                            | Jean Baptiste Simukeka | 56:17      |
| 8                                                            | Marco De Gasperi       | 56:20      |
| Platzierungen von Teilnehmern aus deutschsprachigen Ländern: |                        |            |
| 21                                                           | David Schneider        | 59:20      |
| 36                                                           | Simon Lechleitner      | 1:01:01    |
| 41                                                           | Bernard Weberhofer     | 1:01:20    |
| 54                                                           | Ulrich Steidl          | 1:02:34    |
| 59                                                           | Manuel Stöckert        | 1:02:55    |
| 62                                                           | Georges Volery         | 1:03:01    |
| 92                                                           | Dominik Zierler        | 1:05:49    |
| 97                                                           | Richard Obendorfer     | 1:06:41    |
| 98                                                           | Stefan Haldimann       | 1:07:10    |
| 102                                                          | Jürgen Mock            | 1:07:58    |
| DNF                                                          | Sébastien Epiney       |            |

Von 148 gemeldeten Läufern gingen 142 an den Start und erreichten 138 das Ziel.

#### Teamwertung
| Platz | Land und Athleten                                                                           | Gesamtpunktzahl und Einzelplatzierung |
| ----- | ------------------------------------------------------------------------------------------- | ------------------------------------- |
| 1     | Eritrea Azerya Weldemariam Zemichael Tesfamichael Debesay Tsige Behlbi Teklya Kesete Abraha | 24 02 05 06 11                        |
| 2     | Italien Bernard Dematteis Marco De Gasperi Martin Dematteis Emanuele Manzi                  | 39 04 08 09 018                       |
| 3     | Türkei Ahmet Arslan Mehmet Çağlayan Selahattin Selçuk Erkan Kuş                             | 75 10 17 20 28                        |

23 Teams kamen in die Wertung. Die österreichische Mannschaft belegte den 12. Platz.

### Frauen

#### Einzelwertung
| Platz                                                        | Athletin             | Zeit (min) |
| ------------------------------------------------------------ | -------------------- | ---------- |
| 1                                                            | Valentina Belotti    | 43:39      |
| 2                                                            | Maria Grazia Roberti | 44:03      |
| 3                                                            | Sarah Tunstall       | 44:23      |
| 4                                                            | Hülya Baştuğ         | 44:57      |
| 5                                                            | Anna Pichrtová       | 44:59      |
| 6                                                            | Katie Ingram         | 44:59      |
| 7                                                            | Schanna Wokujewa     | 45:21      |
| 8                                                            | Mateja Kosovelj      | 45:23      |
| Platzierungen von Teilnehmern aus deutschsprachigen Ländern: |                      |            |
| 27                                                           | Maya Chollet         | 47:54      |
| 28                                                           | Irmgard Kubicka      | 48:08      |
| 39                                                           | Tanja Eberhart       | 49:28      |
| 49                                                           | Marion Kapuscinski   | 51:57      |
| 55                                                           | Natascha Schmitt     | 52:53      |
| 56                                                           | Karoline Reich       | 53:11      |

Alle 69 gemeldeten Läuferinnen erreichten das Ziel.

#### Teamwertung
| Platz | Land und Athletinnen                                             | Gesamtpunktzahl und Einzelplatzierung |
| ----- | ---------------------------------------------------------------- | ------------------------------------- |
| 1     | Vereinigtes Königreich Sarah Tunstall Katie Ingram Kate Goodhead | 19 03 06 10                           |
| 2     | Italien Valentina Belotti Maria Grazia Roberti Cristina Scolari  | 24 01 02 21                           |
| 3     | Vereinigte Staaten Brandy Erholtz Christine Lundy Megan Kimmel   | 35 09 12 14                           |

14 Teams kamen in die Wertung. Die österreichische Mannschaft belegte den neunten Platz.

### Junioren

#### Einzelwertung
| Platz                                                        | Athlet                      | Zeit (min) |
| ------------------------------------------------------------ | --------------------------- | ---------- |
| 1                                                            | Xavier Chevrier             | 38:26      |
| 2                                                            | Muzaffer Bayram             | 39:22      |
| 3                                                            | Alper Demir                 | 39:32      |
| Platzierungen von Teilnehmern aus deutschsprachigen Ländern: |                             |            |
| 3                                                            | Schweiz Candide Pralong     | 40:12      |
| 8                                                            | Deutschland René Stöckert   | 40:50      |
| 13                                                           | Österreich Martin Mattler   | 42:11      |
| 16                                                           | Schweiz Augustin Salamin    | 42:23      |
| 25                                                           | Österreich Jakob Mayer      | 43:05      |
| 44                                                           | Schweiz David Salamin       | 44:54      |
| 45                                                           | Deutschland Fabian Alraun   | 44:55      |
| 49                                                           | Österreich Leopold Reissner | 45:07      |
| 51                                                           | Schweiz Vasco Bolis         | 45:17      |
| 52                                                           | Deutschland Karl Dominik    | 45:33      |
| 57                                                           | Deutschland Philipp Reiter  | 47:02      |
| 65                                                           | Österreich Gernot Huterer   | 50:37      |

Von 73 gemeldeten Läufern starteten 68, die alle das Ziel erreichten.

#### Teamwertung
| Platz | Land und Athleten                                                     | Gesamtpunktzahl und Einzelplatzierung |
| ----- | --------------------------------------------------------------------- | ------------------------------------- |
| 1     | Türkei Muzaffer Bayram Alper Demir Nuri Kömür                         | 14 02 03 09                           |
| 2     | Italien Xavier Chevrier Luca Cagnati Kelemu Crippa                    | 16 01 05 10                           |
| 3     | Vereinigtes Königreich Alexander Hendry Robbie Simpson Scott McDonald | 52 15 18 19                           |

16 Teams kamen in die Wertung. Die Schweizer Mannschaft belegte den fünften, die österreichische den neunten und die deutsche den 13. Platz.

### Juniorinnen

#### Einzelwertung
| Platz                                                        | Athletin       | Zeit (min) |
| ------------------------------------------------------------ | -------------- | ---------- |
| 1                                                            | Yasemin Can    | 22:18      |
| 2                                                            | Megan Morgan   | 22:35      |
| 3                                                            | Angelika Mach  | 22:56      |
| Platzierungen von Teilnehmern aus deutschsprachigen Ländern: |                |            |
| 25                                                           | Géraldine Bach | 25:42      |
| 38                                                           | Nora Coenen    | 28:02      |
| 39                                                           | Franziska Hühn | 28:22      |
| 40                                                           | Clara Hildt    | 29:14      |

Von 46 gemeldeten Läuferinnen starteten 44 und erreichten 42 das Ziel.

#### Teamwertung
| Platz | Land und Athletinnen                        | Gesamtpunktzahl und Einzelplatzierung |
| ----- | ------------------------------------------- | ------------------------------------- |
| 1     | Türkei Yasemin Can Zeynep Yok               | 05 01 04                              |
| 2     | Rumänien Raluca Morjan Andra Loredane Ologu | 13 06 07                              |
| 3     | Polen Angelika Mach Katarzyną Dulak         | 20 03 17                              |

14 Teams kamen in die Wertung. Die deutsche Mannschaft belegte den 13. Platz.

## Medaillenspiegel
| Platz | Land                   | Gold | Silber | Bronze | Gesamt |
| ----- | ---------------------- | ---- | ------ | ------ | ------ |
| 1     | Türkei                 | 3    | 1      | 2      | 6      |
| 2     | Italien                | 2    | 4      | -      | 6      |
| 3     | Vereinigtes Königreich | 1    | 1      | 1      | 3      |
| 4     | Eritrea                | 1    | 1      | –      | 2      |
| 5     | Uganda                 | 1    | –      | 1      | 2      |
| 6     | Vereinigte Staaten     | –    | 1      | 1      | 2      |
| 7     | Rumänien               | –    | 1      | –      | 1      |
| 8     | Polen                  | –    | –      | 2      | 2      |